# Newcomerstown
Newcomerstown é uma vila localizada no estado norte-americano de Ohio, no Condado de Tuscarawas.

## Demografia
Segundo o censo norte-americano de 2000, a sua população era de 4008 habitantes.
Em 2006, foi estimada uma população de 3928, um decréscimo de 80 (-2.0%).

## Geografia
De acordo com o United States Census Bureau tem uma área de
6,6 km², dos quais 6,4 km² cobertos por terra e 0,2 km² cobertos por água. Newcomerstown localiza-se a aproximadamente 251 m acima do nível do mar.

## Localidades na vizinhança
O diagrama seguinte representa as localidades num raio de 16 km ao redor de Newcomerstown.